# ダマスカス郡区 (ペンシルベニア州)
ダマスカス郡区（英語: Damascus Township）は、アメリカ合衆国ペンシルベニア州ウェイン郡の二級郡区。人口は3,674人（2020年国勢調査）。

## 歴史
ダマスカス郡区は1798年3月21日のウェイン郡創設とともに設置された、5番目で最大の郡区である。後にレバノン郡区とオレゴン郡区の全域と、ダイベリー郡区とベルリン郡区の一部がその領域から分離されたにもかかわらず、依然として最大の郡区であり続けている。
ダマスカスは、デラウェア川沿いのクシェタンクでの最初の入職に始まり、ウェイン郡の歴史において多くの重要な歴史的出来事の舞台となった。ジョセフ・スキナーと8人の子どもの家族は、 1755年頃に到着したコネチカットの開拓者の中で最も初期の人々に含まれていたが、根拠のない話では、モーゼス・トーマスは1750年には早くもそこにいたとされている。当時、北東ペンシルベニア地域の所有権は、チャールズ2世が1662年にコネチカット植民地に特許を与え、1681年にウィリアム・ペンに特許を与えており、それぞれの特許の境界が重なっていたため、争点となっていた。さらに、これら初期の住民は、この地域の領有権を主張したインディアンの攻撃にも悩まされた。
ダマスカス歴史地区、ミランビル歴史地区、ヒルズ製材所、スキナーズフォールズ・ミランビル橋は、アメリカ合衆国国家歴史登録財に登録されている。

## 地理
郡区の東側の境界はデラウェア川で、ニューヨーク州と接している。デラウェア川にはカリクーン橋、コシェクトン・ダマスカス橋、スキナーズフォールズ・ミランビル橋が架かり、対岸のサリバン郡のデラウェア、コシェクトンなど各町とダマスカス郡区を結んでいる。
アメリカ合衆国国勢調査局によると、2023年の総面積は80.276平方マイル (207.91 km2)で、そのうち陸地は78.697平方マイル (203.82 km2)、水域は1.579平方マイル (4.09 km2)、割合は1.97パーセントである。

## コミュニティ
ダマスカス郡区には、以下の村が属している。
- アブラハムズビル（Abrahamsville）[7]
- Atco[7][8] （Branningvilleとも[9]）
- ボイズミルズ（Boyds Mills）[7][10] （Boyd's Mills[11]、Tymmerson's Millsとも[12]）
- カルキンス（Calkins）[7][13]
- Conklin Hill[7][14]
- ダマスカス（英語版）（Damascus）[7] （Shields Millsとも[15]）
- ダービータウン（Darbytown）[7][16]
- フォールズデール（Fallsdale）[7][17]
- Galilee[7]
- ヒルタウン（Hilltown）[7][18]
- ミランビル（英語版）（Milanville）[7]
- Rutledgdale[7] (also called Rutledgedale[19])
- スタントンコーナー（Stanton Corner）[7][20]
- タイラーヒル（Tyler Hill）[7][21]
- ウェストダマスカス（West Damascus）[7][22]

## 住民
2020年国勢調査によると人口は3,674人である。人種別だと白人が約9割を占める。
| 人種 / 民族 (NH = 非ヒスパニック)           | 人口  | 割合   |
| ------------------------------------------- | ----- | ------ |
| 白人 (NH)                                   | 3,406 | 92.71% |
| アフリカ系アメリカ人 (NH)                   | 19    | 0.52%  |
| ネイティブ・アメリカン・アラスカ先住民 (NH) | 1     | 0.03%  |
| アジア系アメリカ人 (NH)                     | 26    | 0.71%  |
| 太平洋諸島系 (NH)                           | 0     | 0.00%  |
| その他の人種 (NH)                           | 17    | 0.46%  |
| 混血 (NH)                                   | 100   | 2.72%  |
| ヒスパニック/ラテン系アメリカ人             | 105   | 2.86%  |
| 合計                                        | 3,674 | 100%   |